# Casos de corrupció als Països Catalans
Els casos de corrupció als Països Catalans en l'esfera financera i política impliquen una o diverses personalitats o organismes polítics o para-públics d'un costat, o d'organisme bancaris o financers de l'altre costat. Per extensió, s'hi han admès temes que tracten sobre la utilització fraudulenta de béns o de diners públics amb l'objectiu d'enriquir-se personalment. En 2016, als Països Catalans hi havia 605 encausats per corrupció, 147 investigacions obertes i 700 causes per frau fiscal, entre ells els presidents Jaume Matas i Palou, Jaume Matas i Palou i Francisco Camps, i el 17,58% dels consellers de govern dels Països Catalans entre 1980 i 2010 han estat encausats i vuit, condemnats.

## Casos
- Cas Filesa
- Cas Bon Sosec
- Cas Brokerval
- Cas Calvià
- Cas Túnel de Sóller
- Cas Zeus i Torcal
- Cas Agricultura
- Cas Bitel
- Cas Cretu
- Cas Formentera
- Cas Pitiüsa
- Cas Ajudes
- Cas Andratx
- Cas Ca'n Domenge
- Cas Cavallistes
- Cas De Santos
- Cas Funerària
- Cas Llucmajor
- Operació Maquillatge
- Cas Peatge
- Cas Pla Territorial de Mallorca
- Cas Son Oms
- Cas Turisme Jove
- Cas Voltor
- Cas Palma Arena
- Cas Bitel 2
- Operació Bomsai
- Cas CDEIB
- Cas Eivissa Centre
- Cas Nerer
- Cas Pitiüsa
- Cas Rasputín
- Cas Son Espases
- Cas Pallerols
- Cas Vela
- Cas Bagó
- Cas Emarsa
- Cas Brugal
- Cas Rabassa
- Cas 4F
- Cas Hotel del Palau
- Cas Cooperació
- Cas Gürtel
- Cas Pretòria
- Cas Valmor Sports
- Cas Millet
- Cas Innova
- Cas Fabra
- Cas Pujol
- Cas Mercuri